# Jitra

Jitra är en stad i delstaten Kedah i nordvästra Malaysia. Jitra hade 49 401 invånare vid folkräkningen 2000, vilket gör staden till den fjärde största i Kedah efter delstatshuvudstaden Alor Setar samt städerna Sungai Petani och Kulim. Jitra är belägen i distriktet Kubang Pasu.